# Mehrheit
Mehrheit (auch Majorität oder Mehrzahl) bezeichnet die überwiegende Anzahl aus einer Gesamtanzahl von Personen, Meinungen oder Sachen. Gegensatz ist die Minderheit.

## Allgemeines
Mit Mehrheit wird der größere oder überwiegende Teil an einer Sache oder bei einer Entscheidungsfindung bezeichnet. Sie ist von grundlegender Bedeutung bei demokratischen Entscheidungen in Form von Wahlen und Abstimmungen, ebenso im Gesellschaftsrecht (u. a. Aktienrecht, Vereinsrecht). Es gibt auch im Sachenrecht (unter anderem bei Wohneigentum, Erbrecht) Auskunft über die Eigentumsverteilung (etwa Bruchteilseigentum). Vorwiegend wird das Wort Mehrheit benutzt, um Regeln für Wahlen und Abstimmungen aufzustellen, wobei insbesondere beschrieben wird, welche Art von Mehrheit notwendig ist, damit eine Entscheidung Gültigkeit erlangt.
Das Vorliegen einer Mehrheit bei einer Abstimmung oder Wahl gilt als ausreichende Zustimmung für das Zustandekommen einer Entscheidung. Die etwaige Definition basiert in der Regel auf mündlichen Vereinbarungen oder ist in Satzungen, Verordnungen, Gesetzen oder auch Verfassungen geregelt. Dieser Artikel beschreibt die zugrunde liegende Klassifikation, die auch in anderen Bereichen Anwendung findet.
Diese Klassifikation kann in mehreren Ebenen erfolgen, wobei sich die verschiedenen Arten miteinander kombinieren lassen.
Man unterscheidet dabei
- nach erforderlicher „Höhe“ des Mehrs in Bezug auf den Grundwert;
- nach Grundmenge, das heißt auf Grundlage welcher Gesamtheit sich das Mehr berechnet.

Durch historische kulturelle und regionale Prägung kann sich die Auffassung zu einzelnen der nachfolgenden Begriffe unterscheiden.

## Etymologie
Das Wort Mehrheit tauchte ersichtlich wohl erstmals bei der Papstwahl im Jahre 1179 auf, als keine einheitliche Meinung bestand. Papst Alexander III. gab im März 1179 während des Dritten Laterankonzils ein neues Gesetz über die Papstwahl heraus. Zuvor tauchte das Wort um 1000 im Althochdeutschen als „mērheit“ im Sinne von „Mehrsein, Vorrang“ auf. Der Lexikograf Matthias Kramer brachte 1719 den Begriff Mehrheit (niederländisch Meerderheit) in seinem Wörterbuch im Zusammenhang mit Personenmehrheiten. Um 1800 wurde das Wort im heutigen Sinne, etwa von Friedrich Schiller, gebraucht. Der Begriff der Mehrheit hatte historisch seinen Ausgangspunkt bei Personen, bis er sich später auf zählbare Gegenstände ausdehnte.

## Arten von Mehrheiten
- Eine relative Mehrheit hat, wer mehr Stimmen oder Anteile auf sich vereint als jeder andere für sich.
- Eine einfache Mehrheit hat, wer mehr Stimmen oder Anteile auf sich vereint als alle anderen in ihrer Gesamtheit.
- Eine absolute Mehrheit hat, wer mehr Stimmen oder Anteile auf sich vereint als alle anderen in ihrer Gesamtheit inklusive Stimmenthaltungen und neutrale Anteile.
- Eine qualifizierte Mehrheit hat, wer einen festgelegten Anteil der Stimmen oder Anteile auf sich vereint.

Folgerung: Jede absolute Mehrheit ist auch eine einfache, jede einfache Mehrheit ist auch eine relative.

## Rechtliche Formulierungen
Im Recht werden sowohl auf die o. g. Mehrheiten ausdrücklich Bezug genommen (z. B. Anlage 17 (zu § 32 Abs. 4 Nr. 3) der Europawahlordnung) als auch auf Grund der teilweisen Unschärfe der Begrifflichkeiten weitgehend verzichtet. Stattdessen werden Formulierungen wie diese verwendet:
- die meisten Stimmen für eine relative Mehrheit (z. B. Art. 63 Abs. 4 Grundgesetz);
- die Mehrheit der abgegebenen Stimmen für eine einfache Mehrheit (z. B. Art. 42 Abs. 2 GG);
- die Mehrheit der Mitglieder für eine absolute Mehrheit (z. B. Art. 63 Abs. 2 GG – ergänzt durch Art. 121 GG)
- zwei Drittel der Mitglieder für eine qualifizierte Mehrheit (z. B. Art. 79 Abs. 2 GG).

## Mehrheiten bei Abstimmungen

### Relative Mehrheit

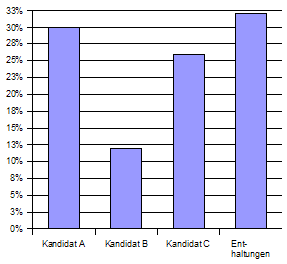
Eine relative Mehrheit: A hat die meisten Stimmen.

Bei einer Abstimmung hat derjenige Vorschlag mit relativer Mehrheit gewonnen, der die meisten Stimmen auf sich vereint. Beispielhaft ist das Auftreten dieses Prinzips bei den Wahlkreisbewerbern für die Bundestagswahl in Deutschland. Der Kandidat mit den meisten Stimmen zieht direkt in den Deutschen Bundestag ein. Kommt es zur Stimmengleichheit zwischen mehreren Vorschlägen, ist die relative Mehrheit formal von keinem ebendieser erreicht. Im Bundeswahlrecht entscheidet sodann das Los.
Mathematisch gesprochen handelt es sich also um diejenige Teilmenge der Grundmenge aller gültigen Stimmen außer Enthaltungen, die die meisten Elemente enthält.
Die relative Mehrheit stellt die geringste Anforderung für die Annahme eines Vorschlages dar. Stimmenthaltungen bleiben ohne Wirkung, mit „Nein“ zu stimmen kann zugelassen werden – etwa bei der Besetzung von Vorstandspositionen in Vereinen oder Parteien, wenn oft nur eine Person zur Wahl steht, nicht jedoch bei der Bundestagswahl. Bei relativen Mehrheitswahlen wird oftmals ein Vorschlag gewählt, der nicht von der Mehrheit der Abstimmenden oder der Stimmberechtigten getragen wird. Damit werden Stichwahl-Verfahren häufig begründet.
Bei der relativen Mehrheit sind alle nicht für den gewählten Kandidaten abgegebenen Stimmen „verloren“. Ein bekanntes Beispiel sind die Wahlen zu Elternvertretungen in Schulen, wo derjenige, der die meisten Stimmen erhalten hat, auch wenn es nicht mehr als die Hälfte der abgegebenen Stimmen sind, die Wahl gewonnen hat (z. B. § 64 Abs. 2 Schulgesetz NRW: „Gewählt ist, wer die meisten Stimmen erhalten hat.“). Dieser Problematik soll etwa das Instant-Runoff-Voting Rechnung tragen.

### Einfache Mehrheit

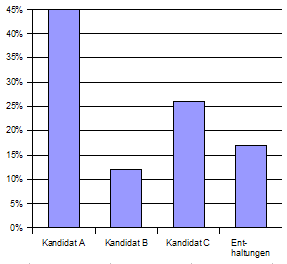
Eine einfache Mehrheit: A hat mehr Stimmen als B und C zusammen.

Bei einer Abstimmung hat derjenige Vorschlag mit einfacher Mehrheit gewonnen, der mehr Stimmen auf sich vereint, als alle anderen Vorschläge zusammen.
Mathematisch gesprochen handelt es sich also um diejenige Teilmenge der Grundmenge aller gültigen Stimmen außer Enthaltungen, die mehr als die Hälfte der Elemente der Grundmenge enthält. Stimmenthaltungen finden somit auch bei der Frage nach einer einfachen Mehrheit keine Berücksichtigung. Die Problematik, dass Vorschläge gewinnen, die nicht von der Mehrheit der Abstimmenden oder der Stimmberechtigten getragen werden, bleibt ebenso bestehen.
Die Bezeichnung einfache Mehrheit wird mitunter auch für relative Mehrheiten benutzt, wodurch es zu Irrtümern kommen kann. Tatsächlich sind beide nur im Falle zweier Abstimmungsalternativen identisch. In Gesetzestexten wird die einfache Mehrheit manchmal auch als „unbedingte Mehrheit“ bezeichnet (Beispiel: § 31 B-VG: „Zu einem Beschluss [...] ist [...] die unbedingte Mehrheit der abgegebenen Stimmen erforderlich.“).

### Qualifizierte Mehrheit
Bei einer Abstimmung hat derjenige Vorschlag mit einer qualifizierten Mehrheit gewonnen, der mehr als einen zuvor festgelegten Anteil (Quorum) der Grundmenge auf sich vereint. Das Quorum liegt in der Regel bei 50 % und mehr, kann aber auch darunter liegen, wenn etwa alle Bewerber um ein Mandat, die das Quorum als Schwelle überschreiten, in das zu wählende Gremium einziehen. Die Grundmenge kann dabei entweder alle (gültigen) abgegebenen Stimmen (sogenannte einfach qualifizierte Mehrheit) oder alle Stimmrechte (sogenannte absolut qualifizierte Mehrheit) umfassen. In den folgenden beiden Beispielen ist die jeweils geringste Anzahl an Zustimmenden für eine Annahme des Vorschlages angegeben: 
Beispiel: Zwei-Drittel-Mehrheit (Quorum=2/3) der abgegebenen Stimmen
| mögliche Stimmen: abgegebene Stimmen JA: NEIN: Ungültig/Enthaltungen: | 620 598 399 189 10 |

Anmerkung: Wenn Stimmenthaltungen z. B. entsprechend der höchstrichterlichen Auslegung des § 32 BGB keine Berücksichtigung finden, sind sie auch nicht bei den abgegebenen Stimmen zu berücksichtigen. Sie werden wie nicht anwesende Mitglieder behandelt. Im Beispiel sind es dann eben nicht 598 abgegebene Stimmen, sondern „nur“ 588 abgegebene Stimmen. Es sind dann mindestens 392 Stimmen erforderlich.
Beispiel: Zwei-Drittel-Mehrheit (Quorum=2/3) der Stimmberechtigten
| mögliche Stimmen: abgegebene Stimmen JA: NEIN: Ungültig/Enthaltungen: | 620 598 414 174 10 |

Anmerkung: Auch hier sind es nur 588 abgegebene Stimmen (s. o.)
Prinzipiell ist es auch möglich beim Einsatz von Beteiligungsquoren, die sich also ihrer Grundmenge nach auf die Stimmrechte und nicht auf die Zustimmung, sondern auf die Abgabe der Stimmen beziehen, von einer qualifizierten Mehrheit zu sprechen.

### Absolute Mehrheit
Bei der absoluten Mehrheit handelt es sich um eine besondere qualifizierte Mehrheit (s. o.) mit Quorum > 50 % der abgegebenen gültigen Stimmen. Wird bei einer Majorz-Wahl in einem ersten Wahlgang das absolute Mehr nicht erreicht, erfolgt ein nächster, bis entweder das absolute Mehr erreicht wird oder nur noch das relative Mehr zählt.

## Kombinationen
Zum einen können die verschiedenen Arten sequenziell, das heißt in Abfolge, genutzt werden. Dann wird, wie bei der deutschen Bundeskanzler- und Bundespräsidentenwahl, zum Beispiel in den ersten beiden Wahlgängen eine absolute Mehrheit verlangt und im dritten nur die relative. Nur bei Stimmengleichheit beziehungsweise bei Überwiegen der Neinstimmen können weitere Wahlgänge nötig werden.
Andererseits ist es aber auch möglich, verschiedene Mehrheiten auf verschiedene Grundmengen gestützt gleichzeitig zu verlangen. Bei zwei parallel angewandten Mehrheitsentscheidungen spricht man von einer doppelten Mehrheit. Das gilt zum Beispiel für die Beschlussfassung mit doppelter Mehrheit bzw. qualifizierter Mehrheit bei der EU. Dabei wird neben der Zustimmung eines bestimmten Anteils der Mitgliedsstaaten (55 % oder 72 %) verlangt, dass die Zustimmenden einen bestimmten Anteil der EU-Bevölkerung repräsentieren (65 %).
Bei bestimmten Volksabstimmungen in der Schweiz entscheidet neben dem relativen Volksmehr das Ständemehr (der Kantone), ob eine Vorlage angenommen wird.

## Gesellschaft und Recht
In der juristischen Fachsprache spricht man, wenn eine Gruppe von etwas betroffen ist oder etwas tut, von Personenmehrheiten, deren Mitglieder als Gesellschaften zusammengefasst sind. Im deutschen Strafrecht ist beispielsweise eine Beleidigung von Personenmehrheiten im Allgemeinen nicht möglich. Mehrheiten spielen vor allem bei Kapitalbeteiligungen oder in Hauptversammlungen bei Unternehmen eine wichtige Rolle. Die Mehrheitsmeinung heißt herrschende Meinung.